# Bunny Meyer
Bunny Meyer (anteriormente Rachel Marie Meyer; nacida el 3 de agosto de 1985) es una personalidad de YouTube estadounidense que utiliza el apodo de grav3yardgirl. A partir de 2015, es una de las personalidades de YouTube mejor pagadas. 

## Canal de YouTube
Basada en Houston, Texas, Meyer solía diseñar ropa antes de sufrir un accidente automovilístico y no ser capaz de coser nunca más. Entonces empezó su canal de YouTube en diciembre de 2010 y principalmente hizo vídeos sobre sus propias experiencias personales paranormales y viajes a cementerios. Ella más tarde cambió sus vlogs para centrarse más en la moda y el maquillaje, así como una serie llamada "Does This Thing Really Work?" el cual prueba productos "As Seen on TV" donde ella utiliza y comenta los productos en el vídeo.
A partir de 2015, con más de 6 millones de suscriptores en YouTube, y 700 millones de visitas en vídeo, Meyer es una de las personalidades de YouTube mejor pagadas, ganando más de 460,000 dólares al año.

## Premios y nominaciones
En 2014, Meyer fue nominada a los Teen Choice Awards por Estrella de la WebModa/Belleza, pero perdió contra Zoe Sugg